# Xã Hickory Grove, Quận Jasper, Iowa
Xã Hickory Grove (tiếng Anh: Hickory Grove Township) là một xã thuộc quận Jasper, tiểu bang Iowa, Hoa Kỳ. Năm 2010, dân số của xã này là 292 người.